# 高雄市岡山區兆湘國民小學
高雄市岡山區兆湘國民小學，原為空軍總司令部附設岡山空軍子弟學校，是位於臺灣高雄市岡山區的國民小學，校名是紀念殉職飛官王兆湘。校園內展有一架中興號教練機。

## 校史
兆湘國小創立於1949年4月1日，原名「空軍總司令部附設岡山空軍子弟學校」。空軍子弟學校為1934年中央航空學校校長周至柔為培育人才創立，1948年底隨中華民國空軍陸續遷臺，在全臺灣前後共創有13所。其中岡山空軍子弟學校又陸續成立多所分校，包括：
- 1949年5月1日於二高村設「筧橋分校」，後併入前峰國小筧橋分校[3]，今已廢校。
- 1952年於成功村設「大寮分校」，1957年改隸岡山國小成為「空小分班」，1958年改為「岡山國小大遼分校」，1967年8月1日獨立成為今岡山和平國小[3][4]。
- 1955年設立「小崗山分校」，1967年8月1日改為嘉興國民學校崗德分校、1971年與該校大莊分班併為「嘉興國小大莊分校」，2001年8月1日廢校[3][5]。

1966年4月7日，為節省開支，空軍總部將其全部移交地方政府。岡山空軍子弟學校於是更名「兆湘國民小學」，並改隷高雄縣政府。「兆湘」之名是紀念1957年在自中國上海空中偵照任務返航途中殉職的飛行員王兆湘，為岡山區唯一以人名命名的國小。

## 校園特色
兆湘國小為許多臺灣空軍飛行員的母校，知名校友還包括航太專家張敬義、台大校長李嗣涔，以及演藝圈侯德健、吳靜嫻、張晨光、高凌風等。原校園內與中華民國空軍相關史料不多，2014年時經民代爭取，獲得一架中興號教練機進駐校園，為當時臺灣僅存的兩架該機種教練機之一；2020年時落成的校舍則以飛機堡壘為造型，於三樓設置大型登機臺和四組飛機螺旋槳組成的風動地標。